# Garrett Scott
Garrett Scott (Douglas, 14 novembre 1991) è un giocatore di football americano statunitense che gioca nel ruolo di offensive tackle. Fu scelto nel corso del sesto giro (199º assoluto) del Draft NFL 2014 dai Seattle Seahawks. Al college ha giocato a football alla Marshall University.

## Carriera

### Seattle Seahawks
Scott fu scelto nel corso del sesto giro del Draft 2014 dai Seattle Seahawks. Il 23 maggio 2014, i Seahawks furono costretti a svincolarlo a causa di un raro disturbo cardiaco mai riscontrato in precedenza. Prima la squadra gli fece però firmare un regolare contratto, pagandogli il bonus alla firma (ritenuto essere tra i 90.000 e i 105.000 dollari) e lo stipendio del primo anno.